# 桂世祚
桂世祚（1917年—），男，浙江吴兴人，中国人口学家、统计学家，曾任中国统计学会常务理事。